# Герб Шацька
Герб Ша́цька — офіційний символ селища Шацьк, Волинської області. Затверджений сесією Шацької селищної ради 11 січня 2011 року.
Автори — Віктор Федосюк, Сергій Демедюк. 

Опис — Олена Романюк, Олексій Златогорський.

## Опис герба

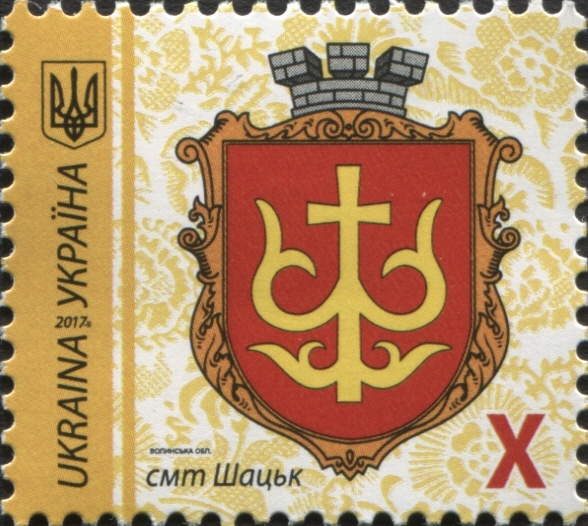
«Герб Шацька», поштова марка України (2017)

Гербовий щит має форму чотирикутника з півколом в основі. У червоному полі — зображення золотого тризуба князя Святополка-Михайла сина князя Ізяслава-Дмитра, внука князя Ярослава Мудрого, правнука Володимира Великого. 
Щит обрамований декоративним картушем і увінчаний золотою міською короною з трьома вежками.

## Значення символів
Червона барва — мужність, звитяга, кров пролита за віру. Золото — шляхетність, справедливість, милосердя, лагідність, духовність. 
Запропонований варіант тризуба є історичною реконструкцією відбитків печаток (пломб) та зображення на персні-печатці, віднайдених на території Шацького району під час археологічних досліджень проведених у 2009 р. 
Червоний колір тла обраний як барва прапорів та хоругов Давньої Русі.

## Альтернативний герб
У зв'язку зі скасування в Україні статусу СМТ, муніципальні герби колишніх селищ міського типу мають бути увінчані червоною мурованою короною.
Золота корона на офіційному гербі Шацька є грубою помилкою в рамках української геральдичної системи. Золотою короною можуть бути увінчані герби міст з особливим статусом - Київ та Севастополь. Міські герби мають бути увінчані срібною мурованою короною.
В рамках проєкту Альтеральдика було внесено зміни у середній герб селища Шацьк: червона мурована корона та червона дивізна стрічка із назвою гербоносія. 